# Hans Meyer (Politiker, 1914)
Hans Meyer (* 11. Juli 1914 in Krangen, Kreis Preußisch Stargard, Westpreußen; † 5. August 2007 in Iserlohn) war ein deutscher Kommunalpolitiker (bis 1988 CDU). Er war von 1969 bis 1987 ehrenamtlicher Bürgermeister der Stadt Hemer, die ihn 2003 zum Altbürgermeister ernannte. Überregionale Bekanntheit erlangte er im Zusammenhang mit der Affäre um den Eishockeyclub ECD Iserlohn, der auf Vermittlung Meyers einen umstrittenen Werbevertrag mit dem libyschen Machthaber Muammar al-Gaddafi abschloss.

## Leben
Hans Meyer absolvierte nach dem Erreichen der Mittleren Reife eine kaufmännische Ausbildung, bevor er erst Arbeits- und dann Wehrdienst im Zweiten Weltkrieg ableisten musste. Nachdem er zweimal versucht hatte aus sowjetischer Kriegsgefangenschaft zu fliehen, wurde er bald freigelassen und zog zu Verwandten nach Neviges.
Kurz danach wurde Hans Meyer von seinem Arbeitgeber, dem Deutschen Gemeinschafts-Diakonieverband, nach Hemer geschickt, um das dortige Standortlazarett in ein Krankenhaus für entlassene Kriegsgefangene umzuwandeln. Meyer entwickelte aus dem Hospital, das er mit Hilfe einiger Diakonissen des Mutterhauses Bleibergquelle zur Aufnahme neuer Patienten vorbereitete, die Lungenklinik Hemer. Als Direktor und Verwaltungschef leitete er die Klinik über mehr als drei Jahrzehnte.
Als Anfang der 1970er-Jahre der bisherige Vorsitzende des EC Deilinghofen überraschend zurücktrat, übernahm Hans Meyer für knapp zwei Jahre diesen Posten. 1986 gründete er zudem den Reiterverein Hemer-Edelburg, den er 15 Jahre lang auch als Vorsitzender anführte. Auf seine Initiative gehen die Wirtschaftstreffen im Rahmen des alljährlichen Reitfestes und die Gründung der Wirtschaftsinitiative Nordkreis zurück.

## Politik
In den 1960er-Jahren stieg er in die Hemeraner Kommunalpolitik ein und gewann sein erstes Ratsmandat für die FDP-Fraktion. Auf Anraten Hermann-Josef Geismanns wechselte er wenig später jedoch zur CDU, für die er 1969 zum ehrenamtlichen Bürgermeister der Stadt Hemer gewählt wurde. Dieses Amt behielt Meyer mit einer kurzen Unterbrechung aufgrund der kommunalen Neuordnung bis 1987.
Die Amtszeit war durch die Debatte und Ausführung des Sauerland/Paderborn-Gesetzes bestimmt. Gemeinsam mit dem heimischen Landtagsabgeordneten Geismann und Landes-Innenminister Willi Weyer, der Mitte der 1970er Jahre mehrmals als Patient der Lungenklinik in Hemer war, konnte Meyer eine Eingemeindung Hemers nach Iserlohn vermeiden und die Selbstständigkeit der Stadt erhalten.
Außerdem zeichnete Meyer für viele Neubauten in der Innenstadt verantwortlich. 1972 wurde das Hallenbad am Hademareplatz eröffnet, wenig später entstanden die Fußgängerzone, der neue Marktplatz und das moderne Rathaus. Auch die Städtepartnerschaften zu Obervellach und Bretten gehen auf Meyers Amtszeit zurück. Im Rückblick lobten damalige politische Wegbereiter und Nachfolger Meyers vor allem auch dessen Bürgernähe.
Seine internationalen Wirtschaftsgespräche in Jugoslawien, Ungarn, Russland, China, der Türkei, Saudi-Arabien und Libyen brachten Hemeraner Unternehmen Millionenaufträge ein. 1983 reiste er kurz nach der zweiten Ölkrise zum ersten Staatsbesuch zu Muammar al-Gaddafi nach Libyen, wo er begeistert empfangen wurde und eine Rede vor der Dschamahirija hielt. Die Kontakte nach Libyen nutzte Meyer 1987, als sich der ECD Iserlohn in akuten Zahlungsschwierigkeiten befand. Gemeinsam mit Club-Chef Heinz Weifenbach reiste er erneut zu Muammar al-Gaddafi und vereinbarte einen Werbevertrag für dessen Grünes Buch, der für einen international thematisierten Skandal sorgte. Auch innerhalb Hemers und seiner eigenen Partei war Meyer fortan umstritten, auch weil die versprochenen Aufträge aus Libyen für die Hemeraner Industrie ausblieben.
Als die CDU 1984 ihre absolute Mehrheit im Stadtrat verlor, ließ sich Hans Meyer mit den Stimmen von CDU und UWG nochmals zum Bürgermeister wählen. Er versprach, zum 31. Dezember 1986 von diesem Amt zurückzutreten, setzte dies allerdings nicht um. Im folgenden Monat wurde eine existenzbedrohende Krise bei der Stadtsparkasse Hemer öffentlich, deren Ursache unter anderem ungedeckte Kredite im Gesamtrahmen von etwa 32 Millionen DM waren. Im Februar 1987 gab er sein Amt schließlich tatsächlich auf. Sein Nachfolger wurde Klaus Burda (SPD). Bis zum Ende der Wahlperiode blieb Hans Meyer innerhalb der Wählervereinigung „Die Hemeraner“ Ratsmitglied. 1988 trat er während eines Parteiausschlussverfahrens selbst aus der CDU aus.

## Ehrungen
- Bürgermedaille der Stadt Bretten (1984)
- Altbürgermeister der Stadt Hemer (2004)
- Bundesverdienstkreuz am Bande (25. Oktober 2004)[6]
- Hans-Meyer-Straße in Hemer-Geitbecke